# Viimsi
Viimsi – miasteczko w Estonii, w prowincji Harju, ośrodek administracyjny gminy Viimsi.
W 2013 r. burmistrz Viimsi, Haldo Oravas, ufundował tablicę pamiątkową poświęconą estońskiemu bohaterowi, generałowi Johanowi Laidonerowi, odsłoniętą uroczyście 22 lipca 2013 r. przed Dworkiem „Milusin” w Sulejówku, na terenie Muzeum Józefa Piłsudskiego. Wśród honorowych gości uroczystości byli: prezydent Republiki Estońskiej Toomas Hendrik Ilves i córka Marszałka Jadwiga Jaraczewska.

## Miasta partnerskie
- Sulejówek,  Polska[1].
- Ramat Jiszaj,  Izrael (2012 r.)